# 小城市立小中一貫校芦刈観瀾校
小城市立小中一貫校芦刈観瀾校（おぎしりつ しょうちゅういっかんこう あしかりかんらんこう）は佐賀県小城市芦刈町三王崎にある市立小中一貫校。

## 概要
歴史
1885年（明治18年）に小学校3校が統合され、「観瀾小学校」として創立。数回の改組・改称を経て、2014年（平成26年）に小中一貫教育を開始した。
校章
中央に「芦」の文字を置いている。
校歌
【小学部】歌詞は4番まである。1番の歌詞中に校名の「観瀾」が登場する。
【中学部】歌詞は2番まである。
通学区域
住所表記で「小城市」の後に「芦刈町」が続く地域。

## 沿革
前史
- 1875年（明治8年）- 「永田小学校」が創立。
- 1876年（明治9年）- 「道免小学校」が創立。
- 1877年（明治10年）- 「三条小学校」が創立。

正史
- 1885年（明治18年）7月 - 以上の3校が統合され、「観瀾小学校」と改称。
- 1886年（明治19年）4月 - 小学校令の施行により、「尋常観瀾小学校」（4年制）と「高等観瀾小学校」（4年制）に改称。
- 1889年（明治22年）4月 - 町村制の施行により、小城郡 芦刈村が発足。
- 1893年（明治26年）8月 - 「観瀾尋常高等小学校」と改称。
- 1901年（明治34年）1月	- 「芦刈尋常高等小学校」と改称。
- 1908年（昭和41年）4月 - 小学校令の改正により、義務教育年限（尋常科の修業年限）が4年から6年に延長される。
  - 尋常科4年・高等科4年から「尋常科6年・高等科2年」に変更となる。
- 1911年（明治44年）1月 - 木造平屋建て3棟を増築。
- 1923年（大正12年）11月 - 講堂が完成。
- 1925年（大正14年）3月 - 運動場を増設。
- 1928年（昭和3年）10月 - 校歌（小学校）を制定。
- 1932年（昭和7年）- 木造2階て校舎が完成。
- 1934年（昭和9年）5月 - 木造2階建て校舎が火災で全焼。
- 1935年（昭和10年）- 木造2階て校舎が完成。
- 1941年（昭和16年）4月1日 - 国民学校令の施行により、「芦刈国民学校」と改称。尋常科を初等科に改める。
- 1947年（昭和22年）
  - 4月1日 - 学制改革により、国民学校初等科が改組され、「芦刈村立芦刈小学校」と改称。
  - 5月 - 国民学校高等科が青年学校普通科と統合の上、新制中学校「芦刈村立芦刈中学校」が発足。小学校校舎に併置される。
- 1949年（昭和24年）
  - 5月 - PTAが発足。
  - 8月 - 台風により床上2m浸水の被害があり、記録を消失。
- 1950年（昭和25年）
  - 6月 - 小学校第1棟舎を解体し、中学校校舎建設に利用。
  - 8月 - 小学校第2棟舎を解体し、中学校校舎建設に利用。
- 1958年（昭和33年）12月 - 完全給食を実施。
- 1961年（昭和36年）3月 - 小学校校旗を制定。
- 1964年（昭和39年）
  - 3月 - 小学校校歌が復活。
  - 7月 - 第2棟舎を解体。
- 1965年（昭和40年）4月 - 小学校、鉄筋コンクリート造2階建て南校舎（東半分）が完成。
- 1966年（昭和41年）
  - 4月 - 小学校、特殊学級1学級を編成。鉄筋コンクリート造2階建て南校舎（西半分）が完成。
  - 9月 - 鉄筋コンクリート造2階建ての北校舎が完成。小中合同給食室が完成。
- 1967年（昭和42年）
  - 4月1日 - 町制施行により「芦刈町立芦刈小学校」・「芦刈町立芦刈中学校」に改称。
  - 7月 - 小中合同プールが完成。
- 1970年（昭和45年）7月 - 講堂を解体。北運動場を埋立の上、拡張。
- 1972年（昭和42年）12月 - 体育館が完成。
- 1975年（昭和50年）12月 - 北運動場の整地を完了。
- 1979年（昭和54年）9月 - 駐車場と球技場が完成。
- 1980年（昭和55年）8月 - 給食室が完成。
- 1984年（昭和59年）4月 - 冒険広場が完成。
- 1985年（昭和60年）10月 - 創立100周年記念式典を挙行。
- 1988年（昭和63年）
  - 3月 - プールが完成。
  - 6月 - 校旗を新調。
- 1989年（平成元年）
  - 1月 - 屋外給食場が完成。
  - 9月 - 体育館の大規模改修工事が完了。
- 1990年（平成2年）9月 - 給食食器に陶器を導入。
- 2004年（平成16年）12月 - 5・6年教室にストーブを設置。
- 2005年（平成17年）3月1日 - 市町村合併のため、「小城市立芦刈小学校」・「小城市立芦刈中学校」に改称。
- 2011年（平成23年）7月 - 小中一貫校工事を開始。冒険広場・北校舎西側を解体。仮設校舎2棟と給食棟を建設。
- 2012年（平成24年）
  - 1月 - 3学期始業式から小学1・2年生が仮設校舎で授業を開始。
  - 3月 - 新給食室が完成。
- 2013年（平成25年）
  - 2月 - 新体育館が完成。
  - 12月 - 新校舎が完成し、移転を完了。

小中一貫教育開始
- 2014年（平成26年）4月4日 - 「小城市立小中一貫芦刈観瀾校」（小学部・中学部）の開校式を挙行。

## 交通
最寄りの幹線道路
- 国道444号・佐賀県道339号江北芦刈線 「三王崎北」交差点
- 佐賀県道43号牛津芦刈線 「芦刈庁舎前」交差点
- 有明海沿岸道路 芦刈IC

## 周辺
- 芦刈運動公園
- 小城市芦刈地域交流センター「あしぱる」（旧・芦刈町役場）
- 小城市芦刈公民館
- 小城市立芦刈文化体育館
- あしかりこども園
- 芦刈郵便局
- 芦刈親水公園
- 山王崎地区農村公園
- 佐賀県有明海沿岸道路整備事務所